# مارك ساتكليف
مارك ساتكليف (بالإنجليزية: Mark Sutcliffe)‏ هو ناشط وجندي بريطاني، ولد في 29 يوليو 1979 في بيتربرة في المملكة المتحدة.